# Спиккато

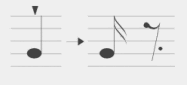
Нотная запись spiccato

Спиккато (итал. spiccato) — музыкальный штрих, используемый на струнных смычковых инструментах. Извлекается броском смычка на струну; получается короткий отрывистый звук.

## История
Согласно музыкальному словарю Гроува до середины XVIII века термины стаккато и спиккато были синонимичны и противопоставлялись легато. Использование термина «спиккато» для обозначения подпрыгивающего удара по струнам начинается в конце XVIII века. Уже в XIX веке спиккато стал важным элементом техники игры на смычковых инструментах, в XX веке его влияние значительно усилилось.
Возможность исполнять спиккато появилась после создания современного смычка Турта, созданного Франсуа Туртом и Джованни Виотти.